# Live in Europe (álbum de Transatlantic)

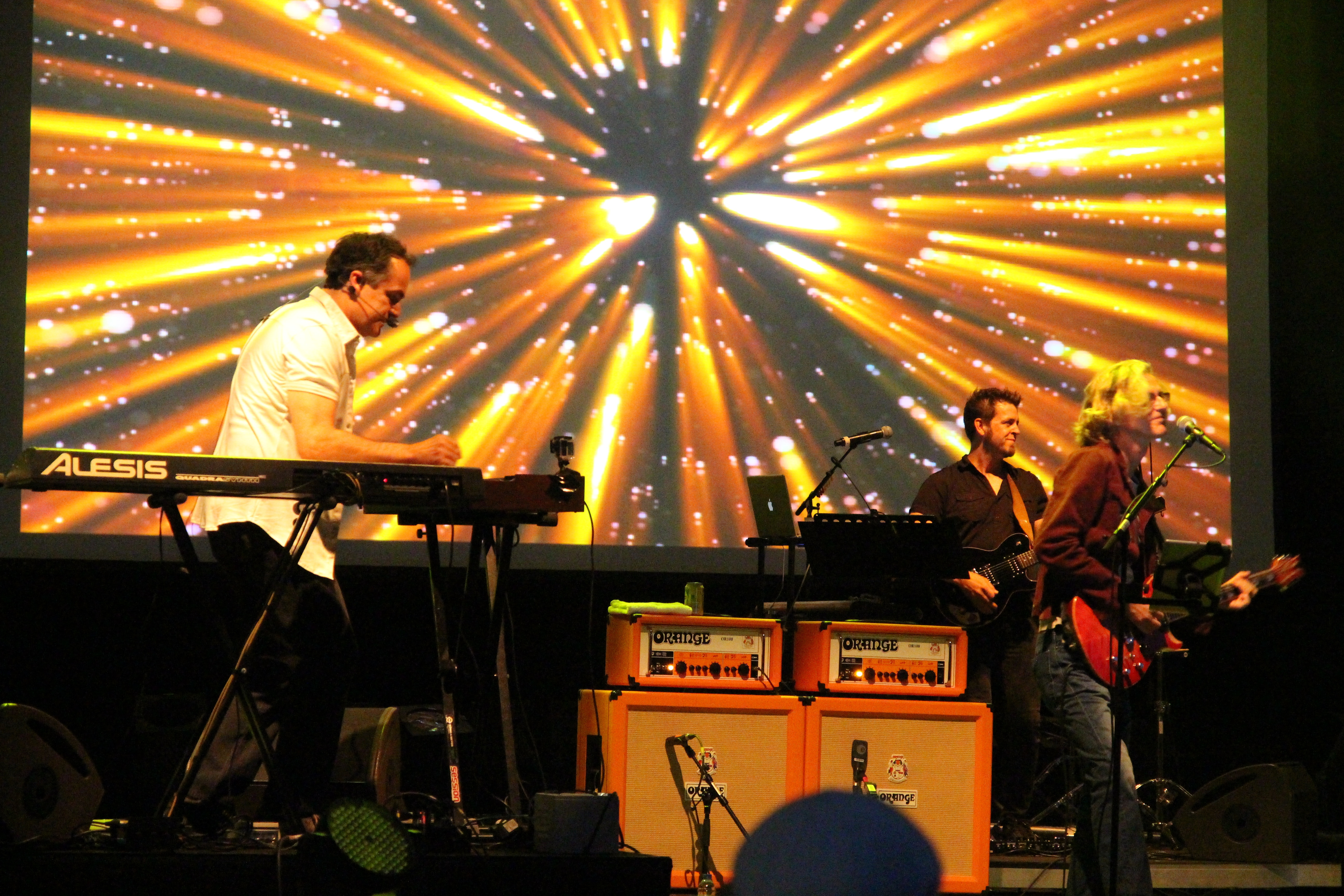
Transatlantic en el festival de la noche del Prog en 2014

 Live In Europe es el segundo disco en directo de Transatlantic, grabado el 12 de noviembre del 2001 en el 013 Club en Tilburg, Holanda. Cuenta con la participación especial de Daniel Gildenlöw, de Pain of Salvation en guitarras, teclados, percusión y voz.

## Listado de canciones (Tiempo Total: 2:40 en 2 CD)

### Disco 1
1. Duel With The Devil
2. My New World
3. We All Need Some Light
4. Suite: Charlotte Pike

### Disco 2
1. Stranger in your soul
2. All of the Above

- Datos: Q928395